# Бузекская долина

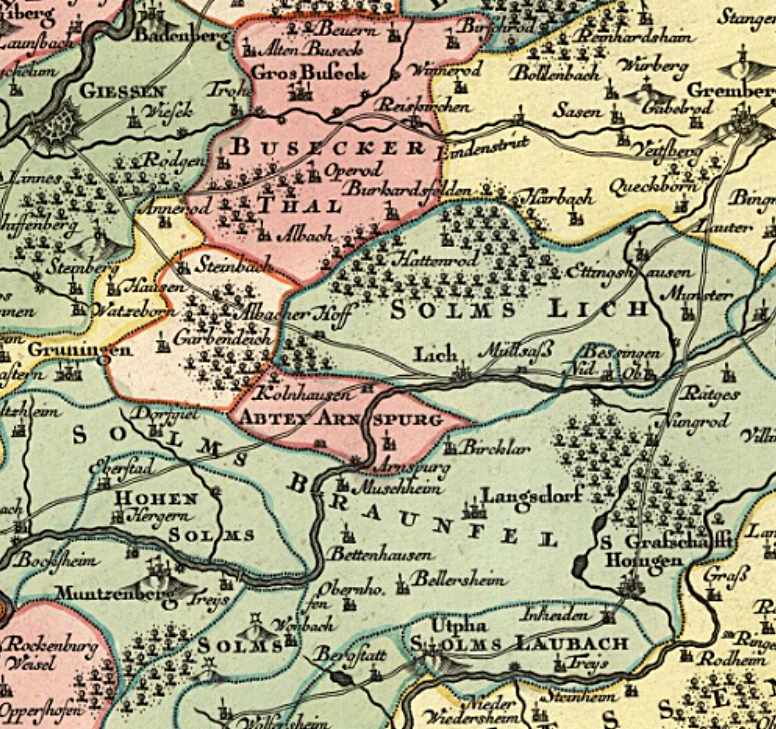
Долина Бузек в XVIII в.

Бузекская долина (нем. Busecker Tal) — немецкая историческая территория в Среднем Гессене, в нынешнем районе Гисен.

## География
Долина охватывала территорию общин Альбах, Альтен-Бузек, Берсрод, Бойерн, Буркхардсфельден, Гроссен-Бузек, Оппенрод, Райскирхен и Рёдген. В этой области также располагались ныне опустевшие города Вильсхаузен, Ромсдорф, Экхардсхаузен, Фоксрод, Дёрфельн, Бельтерсхаузен, Амелунгсхаузен и Гибенхаузен. Город Троэ, расположенный в этом районе, не был частью долины, а бывший анклавом Гессенского ландграфства.

## История

### Средние века
Самое старое сохранившееся упоминание о долине Бузек относится к 1340 г., ещё в 1245 г. упоминается «суд Бузека» («iudicium de Buchekke»). Долина была дарована в 1337 г. императором Людjвиrом IV Готфриду и Герману фон Троэ все права, которыми уже обладали их предки. С XIII в. территория была совместным владением семей Бузек и Троэ
Долина с самого начала стала яблоком раздора между ландграфом и двумя семьями. 6 января 1398 года королm Венцелm IV передал долину Бюзек ландграфу Гессена Герману II в качестве феода. Семьи возражали против этого и 6 ноября 1398 г. получили вотчину от Венцеля, который отменил прежнее решение. Это привело к многовековому спору по поводу долины, Бузеки и Троэ политически и экономически уступали ландграфам, иногда находясь у них на службе или в качестве вассалов.

### 1480—1806 гг.
Эта зависимость привела к тому, что две семьи признали суверенитет ландграфмства в 1480 г., которое стало управлять долиной через амт в Гиссене. Бузеки и Троэ, однако, оставались владельцами вотчинного двора. Реформация началась в конце 1530-х годов. В последующий период между семьями и Гессеном неоднократно возникали споры о том, что ландграфству разрешено требовать, а что нет. Одним из спорных вопросов в 1530/1532 году был турецкий налог. Бузеки и Троэ воши в состав имперского рыцарства и были отнесены к бургграфству Фридберг, чтобы лучше защитить себя от притязаний гессенских ландграфов. Пленение ландграфа Филиппа I императором Карлом V в ходе Шмалькальденской войны дало им новый импульс и завершился императорским охранным письмом, в котором подчеркивалась свободный имперский статус долины Бузек. Однако все это длилось недолго после Пассауского договора 1552 г., когда ландграфство снова вторглось в долину Бюсек, а две семьи подали иск имперский камеральный суд
После смерти ландграфа Филиппа I ландграфство Гессен было разделено. Долина Бузек была передана ландграфу Гессен-Марбурга Людвигу IV, при котором в 1576 г. было достигнуто соглашение с Бузеками и Троэ, которые согласились на это, ожидая решения камерального суда не в свою пользу. Две семьи ещё раз признали суверенитет ландграфства. Когда Людвиг IV умер в 1604 г. без потомков мужского пола, права на долину в конечном итоге перешли к Гессен-Дармштадту после десятилетий споров о наследстве между двумя оставшимися гессенскими линиями — Гессен-Дармштадт и Гессен-Кассель.
Две семьи продолжали бороться за свои права и иногда подавали в суд на ландграфство, когда считали, что оно нарушает соглашение 1576 г. Местные жители в 1705 г. подали иск в надворный совет о том, что не обязаны платить налоги Гессену из-за свободного имперского статуса. Надворный совет объявил договор 1576 г. недействительным в конце 1706 г.. Ландграфство ввело войска в долину и подало апелляцию в рейхстаг, в то же время разбирательство по этому поводу продолжалось в надворном совете и камеральном суде. В 1724 г. императорский камеральный суд вынес решение в пользу ландграфства, через год император Карл VI принял компромиссное решение, по которому договор 1576 г. останется аннулированным, а в будущем он передаст долину Бюсек в феодальное владение Гессену, и таким образом Бузеки и Троэ будут медиатизированы. В результате рыцарство Среднего Рейна из-за нарушений своих прав пожаловалось императору, что остановило процесс передачи. В 1797 г. ландграф присоединил долину к своим владениям.
После роспуска Священной Римской империи долина сохранилась у великого герцогства Гессен в составе провинции Верхний Гиссен.